# Parafia św. Michała Archanioła w Bystrzycy Kłodzkiej
Parafia św. Michała Archanioła w Bystrzycy Kłodzkiej - parafia rzymskokatolicka z siedzibą w Bystrzycy Kłodzkiej, znajduje się w dekanacie bystrzyckim w diecezji świdnickiej. Była erygowana w XIV w. Jej proboszczem jest ks. kan. Andrzej Ćwik.

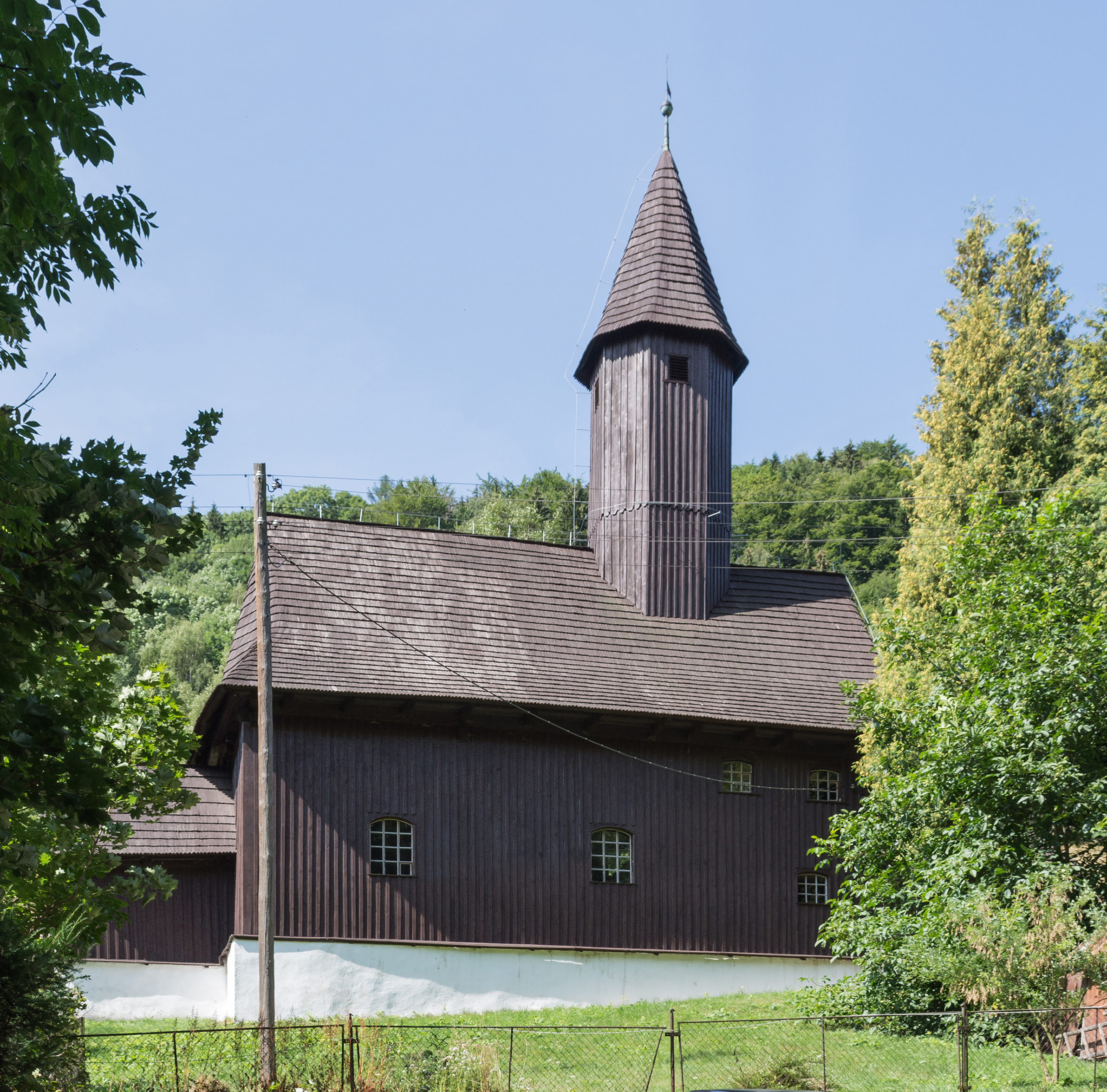
Kościół św. Anny w Zalesiu

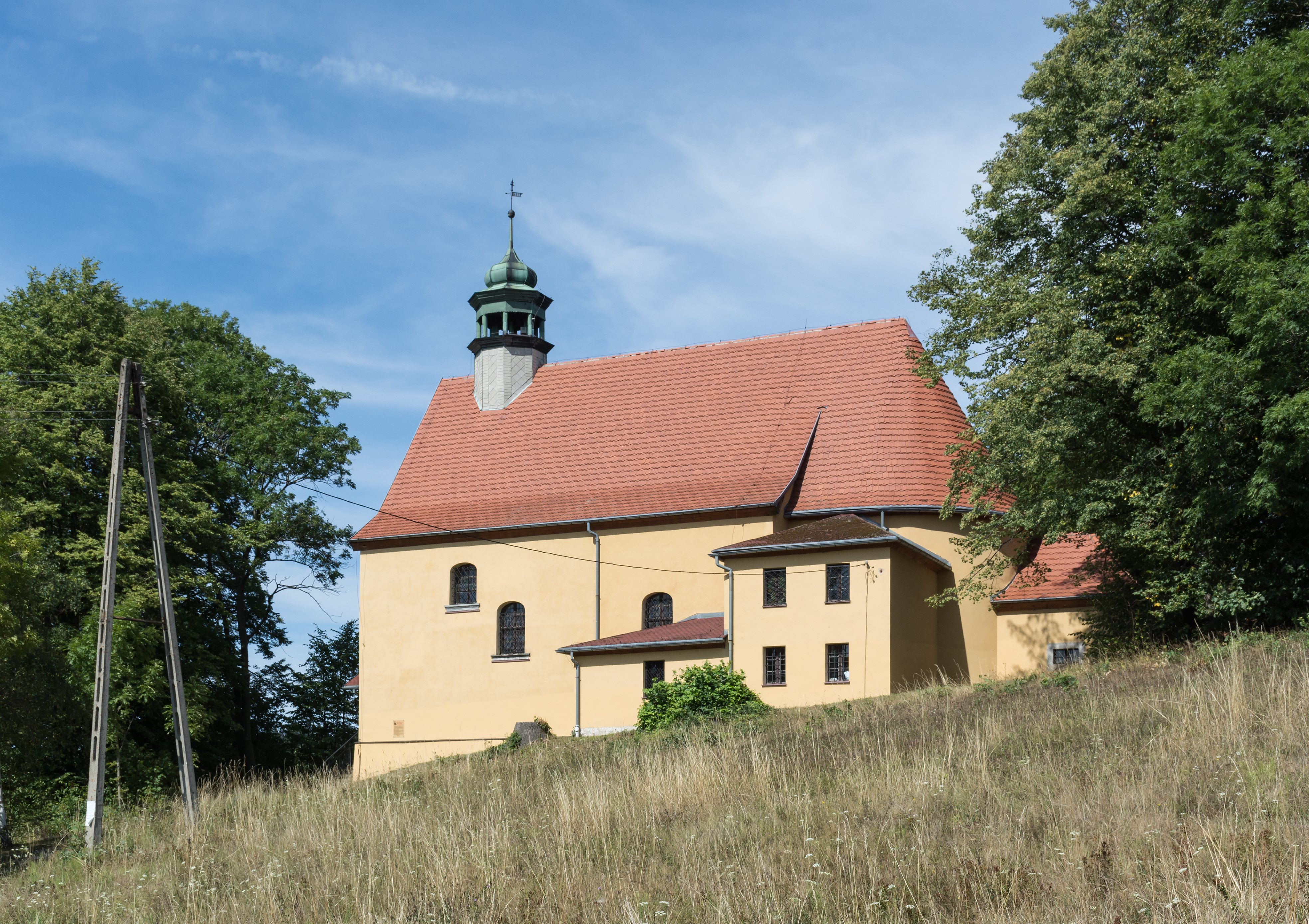
Kościół św. Jana Chrzciciela w Wyszkach